# Canandaigua
Pour le lac, voir lac Canandaigua.
Ne doit pas être confondu avec Canandaigua (town, New York).
La ville de Canandaigua est le siège du comté d'Ontario, situé dans l'État de New York, aux États-Unis.
Au recensement de 2010, la population était de 10 545 habitants. Le nom Canandaigua provient du nom de Sénécas ou Tsonnontouans retranscrit en Kanadarque, Ganondagan, Ga-nun-da-gwa, ce qui signifie « l'endroit désigné » ou « au lieu choisi ».
La cité de Canandaigua, siège du comté d'Ontario, est située à côté de la ville de Canandaigua.
Des parties des six villes avoisinantes partagent également l'adresse et le code postal 11424 de Canandaigua.
Sonnenberg Mansion and Gardens, un château de style victorien et 200 000 m2 (50 acres) de jardin, est devenue un parc historique de l'État de New York, et est ouvert au public moyennant une taxe d'entrée de mai à mi-octobre.

## Histoire
La ville était le village principal des Tsonnontouans (Amérindiens). Elle était située sur la West Avenue, à l'endroit où se trouve le cimetière de West Avenue actuel.
L'école de troisième cycle (high school), Canandaigua Academy a été fondée en 1791.
Le 11 novembre 1794, le traité de Canandaigua fut signé. Il revendiquait les espoirs d'établir une paix et une amitié entre les États-Unis et les six nations des Iroquois et est toujours reconnu par le gouvernement fédéral aujourd'hui.
Ce qui est aujourd'hui devenu la Cité s'est dissocié de la ville de Canandaigua pour devenir le village de Canandigua en 1815 et une ville en 1913.
En 1807-1808, Jessie Hawley, un marchand d'épices de Geneva, dans l'État de New York, qui devenue l'un des pionniers de la construction du canal Erie, purgea 20 mois dans la prison des débiteurs de Canandaigua. Pendant cette période, il publia 14 essais sur l'idée de construire le canal qui s'avérèrent par la suite d'une grande influence.
Le sénateur de l'Illinois Stephen A. Douglas étudia 3 ans à la Canandaigua Academy.
En 1873, Susan B. Anthony, militante pour les droits de la femme, passa devant le palais de justice, situé dans la Cité de Canandiagua, pour avoir voté alors que cela était interdit. Elle fut déclarée coupable et punie de 100 USD d'amende, qu'elle ne paya pas.
En 1945, La Canandaigua Wine Company fut fondée par Marvin Sands. La société connue un succès rapide grâce à des acquisitions dans les années 1980 et 1990.
Les sociétés fusionnèrent ensuite pour former la Constalletion Brands et devinrent le plus grand distributeur de vins et spiritueux au monde. En 2006, la société changea son nom pour Centerra Wine Co.
Le 14 mars 2006, le président George W. Bush vint à la Canandaigua Academy, pour parler de Medicare Part D pour les citoyens à la retraite.

## Géographie
D'après le Bureau du recensement fédéral, la Canandaigua s'étend sur une surface totale de 12,5 km2, dont 11,9 km2 sont composés de terres, et 0,6 km2 d'eau.
La cité est située à l'extrême nord du lac Canandaigua, dans les régions des Finger Lakes, la zone produisant le plus de vin dans l'État de New York.
La ville est située sur la route fédérale 20 et les routes new-yorkaises 5 et 21.

## Démographie
| Groupe            | Canandaigua | New York | États-Unis |
| ----------------- | ----------- | -------- | ---------- |
| Blancs            | 95,1        | 65,8     | 72,4       |
| Afro-Américains   | 1,8         | 15,9     | 12,6       |
| Métis             | 1,7         | 3,0      | 2,9        |
| Asiatiques        | 0,7         | 7,3      | 4,8        |
| Autres            | 0,4         | 7,5      | 6,4        |
| Amérindiens       | 0,3         | 0,6      | 0,9        |
| Total             | 100         | 100      | 100        |
|                   |             |          |            |
| Latino-Américains | 2,0         | 17,6     | 16,7       |

Selon l'American Community Survey, pour la période 2011-2015, 95,02 % de la population âgée de plus de 5 ans déclare parler anglais à la maison, alors que 1,96 % déclare parler l'espagnol, 0,70 % le français et 2,31 % une autre langue.

## Personnalités liées à la ville
- Kristen Wiig, actrice
- Phil Bredesen, gouverneur
- Arthur Dove, artiste
- Ryan Lochte, nageur
- Troy Stark, footballeur
- Eloise Wilkin, artiste